# Johnny Neumann
Carl John Neumann (ur. 11 września 1950 w Memphis, zm. 23 kwietnia 2019 w Oxford) – amerykański koszykarz, występujący na pozycjach rzucającego obrońcy lub niskiego skrzydłowego, po zakończeniu kariery zawodniczej – trener koszykarski.
29 grudnia 1970 uzyskał 60 punktów podczas konfrontacji z Baylor Bears. 30 stycznia 1971 zdobył 63 punkty w spotkaniu przeciw LSU Tigers.
W 1982 zajął drugie miejsce w głosowaniu na trenera roku CBA. 

## Osiągnięcia

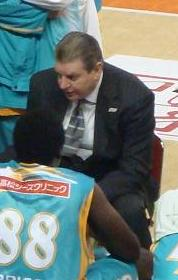
Neumann jaki trener Takamatsu Five Arrows (2010)

Na podstawie, o ile nie zaznaczono inaczej.

### Zawodnicze
NCAA
- Zawodnik roku SEC (1971)[4]
- Zaliczony do II składu All-American (1971)
- Lider strzelców NCAA (1971)

ABA
- Finalista ABA (1974)
- Zaliczany do I składu debiutantów ABA (1972)[5]

Inne
- Zdobywca Pucharu Europy Zdobywców Pucharów (1979)
- Lider strzelców finałów Pucharu Europy Zdobywców Pucharów (1979)

### Trenerskie
- Mistrzostwo Cypru (1998)
- Wicemistrzostwo:
  - Azji (2001)
  - Cypru (1995)
  - Grecji (1988, 1989)
- Superpuchar Cypru (1997)
- Finał pucharu Grecji (1989)
- Uczestnik mistrzostw świata z kadrą Libanu (2002 – 16. miejsce)